# Jack (film, 1916)
Cet article concerne le film de Frank Borzage. Pour le film de Francis Ford Coppola, voir Jack.
Pour les articles homonymes, voir Jack.
Pour plus de détails, voir Fiche technique et Distribution.
Jack est un court-métrage muet américaine, réalisé par Frank Borzage et sorti en 1916.

## Fiche technique
- Titre original : Jackery
- Réalisation : Frank Borzage
- Scénario : Karl R. Coolidge

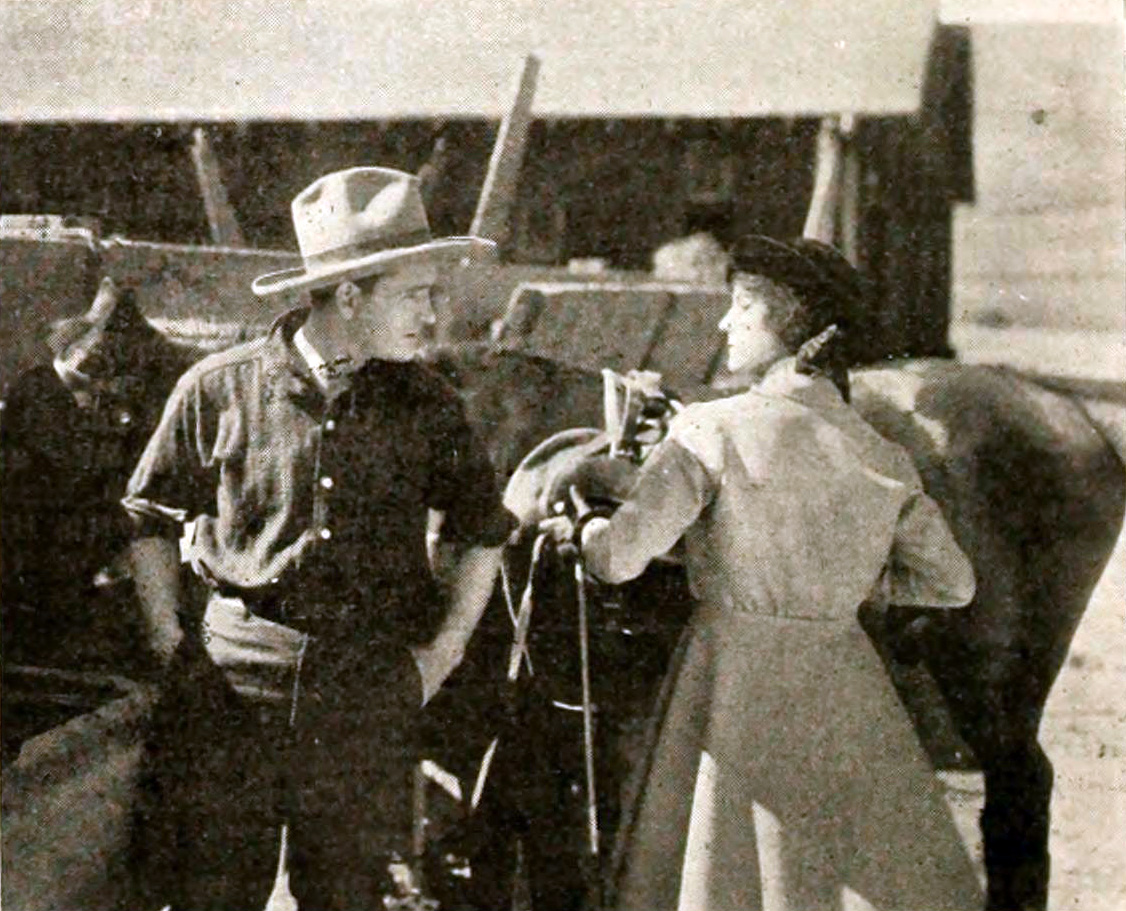
Photo de plateau

- Société de production : American Film Manufacturing Company
- Société de distribution : Mutual Film Corporation
- Pays de production :  États-Unis
- Langue : anglais
- Format : Noir et blanc - 35 mm - 1,37:1 - Muet
- Genre : drame
- Durée : 20 minutes (2 bobines)
- Date de sortie :
  - États-Unis : 26 mai 1916

## Distribution
- Frank Borzage
- Dick La Reno
- Ann Little
- Marguerite Nichols
- Jack Richardson